# Red Force
Red Force è una montagna russa del parco divertimenti spagnolo Ferrari Land, situato nei pressi di Salou, in Catalogna. Della tipologia launched coaster, l'ottovolante fu realizzato dall'azienda svizzera Intamin e aperto il 7 aprile 2017. Con un'altezza di 112 m e una velocità massima di 180 km/h, Red Force è la montagna russa più alta del mondo e la più veloce d'Europa al 2020.

## Descrizione

### Tracciato
Una volta che il treno lascia la stazione, viene accelerato da motori sincroni lineari da zero a 180 chilometri all'ora in 5 secondi. Il treno sale quindi fino al top hat alto 112 metri, ruotando di 90 gradi a destra. Una volta che il treno supera il top hat, scende di nuovo verso il basso, ruotando di nuovo di 90 gradi a sinistra. Questa svolta fa passare il treno parallelamente al binario di lancio ma nella direzione opposta. Il treno quindi entra in una corsa di frenata e poi sale su una piccola collina prima di entrare nell'ultima serie di frenate.  

### Treni
I treni della Red Force hanno tre vagoni ciascuno. Ogni vagone può trasportare quattro passeggeri, consentendo un totale di 12 passeggeri per treno. La corsa può essere fatta da circa 1.200 persone all'ora.  

### Binario
I binari in acciaio della Red Force misurano circa 880 metri di  lunghezza e 112 metri di altezza. Il binario è grigio scuro e i supporti sono rossi.  

### Lancio
Il Red Force utilizza motori lineari per accelerare il treno da 0 a 180 chilometri all'ora in 5 secondi. La corsa utilizza supercondensatori per immagazzinare e dissipare l'energia necessaria per lanciare il treno, riducendo il carico di punta dalla rete elettrica necessario per lanciare i vagoni.